# Gran Premio motociclistico del Qatar 2025
Il Gran Premio motociclistico del Qatar 2025 è stata la quarta prova della stagione 2025 del Motomondiale. Le gare si sono corse domenica 13 aprile 2025 al Circuito di Lusail e le vittorie sono andate a Marc Márquez nella Sprint e nella gara della MotoGP, ad Arón Canet in Moto2, e ad Ángel Piqueras in Moto3.

## Vigilia
Il Gran Premio rappresenta il quarto appuntamento della stagione a distanza di due settimane dal Gran Premio delle Americhe, terza gara del campionato. Si tratta dell'unica gara presente nel calendario svoltasi in Medio Oriente. Il Gran Premio del Qatar è la prima delle due prove calendarizzate nel mese di aprile. Dopo aver caratterizzato la gara inaugurale nella scorsa edizione, l'evento ospita la quarta gara del campionato per la prima volta nella sua storia. Sponsor del Gran Premio, per la terza volta consecutiva è la compagnia aerea di bandiera Qatar Airways, anche linea aerea ufficiale insieme a Qatar Aiways Cargo della MotoGP.
Il Gran Premio, arrivato alla sua ventiduesima edizione, vide la sua edizione inaugurale nel 2004 al Circuito di Lusail, costruito appositamente per ospitare il Motomondiale e dal 2021 ospita anche il Campionato mondiale di Formula 1. L'edizione del 2008 ha segnato la prima gara della MotoGP a corrersi in notturna sotto la luce artificiale e la gara si svolge tuttora in serata. L'edizione del 2020 ha visto prendere il via alla gara solamente le categorie di Moto2 e Moto3, già presenti al circuito in quanto sede di test nelle giornate precedenti, mentre la MotoGP non ha corso a causa del propagarsi della pandemia di COVID-19.
L'ex pilota spagnolo e cinque volte Campione del Mondo Jorge Lorenzo è il pilota più vincente nel Gran Premio del Qatar con sei vittorie, di cui tre in MotoGP, due in 250 ed una in 125. Lorenzo inoltre detiene il maggior numero di podi in tutte le categorie (11); mentre nella classe regina i piloti più vincenti sono Casey Stoner e Valentino Rossi, entrambi con quattro successi, l'italiano che detiene anche il maggior numero di piazzamenti a podio (10). Nell'edizione del 2022 ci fu qui l'ultima tripletta italiana nelle tre categorie, con le vittorie di: Enea Bastianini in MotoGP, Celestino Vietti in Moto2 e Andrea Migno in Moto3.
Dopo aver saltato i primi tre appuntamenti stagionali, fa il suo debutto in un weekend di gara con Aprilia Racing il Campione del Mondo in carica della MotoGP Jorge Martín che riceve il via libera dei medici per correre la gara. Ancora fermo per infortunio Miguel Oliveira, dopo la caduta nella Sprint dello Gran Premio d'Argentina, viene nuovamente sostituito in Pramac Racing da Augusto Fernández, già sceso in pista nello scorso appuntamento. Nella classe cadetta, torna in pista anche Sergio García che riceve il nullaosta medico per tornare in sella alla sua moto dopo aver saltato tutti gli appuntamenti fin qui disputati. In Moto3, dopo aver conquistato il suo primo podio nello scorso appuntamento, Matteo Bertelle è costretto a saltare il fine settimana di gara a causa di un incidente accorsogli durante una sessione di allenamento, dopo il quale ha riportato la frattura della tibia destra e dell'omero sinistro. Stesso sorte anche per lo spagnolo Máximo Quiles che, dopo l'ottimo debutto di due settimane prima, salta questo appuntamento per la frattura del pollice della mano destra rimediata durante un allenamento. Altra sostituzione in casa GRYD - MLav Racing dove è ancora fermo Marcos Uriarte, infortunatosi in Argentina, al suo posto corre lo spagnolo Adrián Cruces, ma anche quest'ultimo si infortuna durante la prima sessione di prove libere del venerdì mattina.

## MotoGP

### Prove
Marc Márquez inizia al meglio il suo fine settimana segnando il miglior tempo nelle prime prove libere del venerdì con 513 millesimi di vantaggio su Fabio Di Giannantonio e 583 millesimi su Francesco Bagnaia. Nella sessione di pre-qualifiche del pomeriggio è Franco Morbidelli a comandare la classifica alla fine del turno con 145 millesimi davanti a Bagnaia e 167 millesimi a Marc Márquez, mentre l'unico altro italiano a qualificarsi direttamente in Q2 è Di Giannantonio che chiude la sessione in quarta posizione. Lo spagnolo torna in testa alla fine della seconda sessione di prove libere davanti al fratello Álex Márquez per 232 millesimi ed in terza posizione c'è Fabio Quartararo a 479 millesimi di distanza.

### Qualifiche
Nella prima fase delle qualifiche, passano il taglio Ai Ogura ed Álex Rins che chiude davanti a Marco Bezzecchi, tredicesimo, davanti al rientrante Jorge Martín seguito da Luca Marini, quindicesimo, mentre chiude ventesimo Enea Bastianini. In Q2 si prende la quarta pole consecutiva e della stagione Marc Márquez, per la settantesima volta in prima casella in MotoGP, davanti al fratello Álex Márquez a 101 millesimi di distanza, con un ottimo Fabio Quartararo che chiude in terza posizione a 260 millesimi, tornando in prima fila per la prima volta dal Gran Premio d'Olanda 2022. Quarta e quinta posizione per i piloti VR46 Racing con Franco Morbidelli davanti a Fabio Di Giannantonio, mentre è solo undicesimo Francesco Bagnaia autore di una caduta durante il turno. Di seguito i risultati delle qualifiche:
| Pos. | Nº | Pilota                | Squadra                      | Tempo     | Tempo    |
| Pos. | Nº | Pilota                | Squadra                      | Q1        | Q2       |
| ---- | -- | --------------------- | ---------------------------- | --------- | -------- |
| 1    | 93 | Marc Márquez          | Ducati Lenovo Team           | Già in Q2 | 1'50.499 |
| 2    | 73 | Álex Márquez          | BK8 Gresini Racing           | Già in Q2 | 1'50.600 |
| 3    | 20 | Fabio Quartararo      | Monster Energy Yamaha        | Già in Q2 | 1'50.759 |
| 4    | 21 | Franco Morbidelli     | Pertamina Enduro VR46 Racing | Già in Q2 | 1'50.929 |
| 5    | 49 | Fabio Di Giannantonio | Pertamina Enduro VR46 Racing | Già in Q2 | 1'50.810 |
| 6    | 12 | Maverick Viñales      | Red Bull KTM Tech3           | Già in Q2 | 1'51.059 |
| 7    | 5  | Johann Zarco          | Castrol Honda LCR            | Già in Q2 | 1'51.113 |
| 8    | 54 | Fermín Aldeguer       | BK8 Gresini Racing           | Già in Q2 | 1'51.121 |
| 9    | 42 | Álex Rins             | Monster Energy Yamaha        | 1'51.512  | 1'51.174 |
| 10   | 79 | Ai Ogura              | Trackhouse Racing            | 1'51.104  | 1'51.340 |
| 11   | 63 | Francesco Bagnaia     | Ducati Lenovo Team           | Già in Q2 | 1'51.580 |
| 12   | 37 | Pedro Acosta          | Red Bull KTM Factory Racing  | Già in Q2 | 1'51.680 |
| 13   | 72 | Marco Bezzecchi       | Aprilia Racing               | 1'51.553  | N.D.     |
| 14   | 1  | Jorge Martín          | Aprilia Racing               | 1'51.655  | N.D.     |
| 15   | 10 | Luca Marini           | Honda HRC Castrol            | 1'51.728  | N.D.     |
| 16   | 43 | Jack Miller           | Prima Pramac Racing Yamaha   | 1'51.735  | N.D.     |
| 17   | 25 | Raúl Fernández        | Trackhouse Racing            | 1'51.822  | N.D.     |
| 18   | 33 | Brad Binder           | Red Bull KTM Factory Racing  | 1'51.947  | N.D.     |
| 19   | 7  | Augusto Fernández     | Prima Pramac Racing Yamaha   | 1'51.975  | N.D.     |
| 20   | 23 | Enea Bastianini       | Red Bull KTM Tech3           | 1'52.178  | N.D.     |
| 21   | 36 | Joan Mir              | Honda HRC Castrol            | 1'52.208  | N.D.     |
| 22   | 35 | Somkiat Chantra       | Idemitsu Honda LCR           | 1'53.244  | N.D.     |

### Sprint
Joan Mir non prende parte alla Sprint a causa della febbre. La gara Sprint viene dominata da Marc Márquez seguito in solitaria dal fratello Álex Márquez, al settimo secondo posto consecutivo, mentre la lotta per il terzo posto la vince Franco Morbidelli davanti ad un Fermín Aldeguer molto veloce che chiude in quarta posizione seguito da vicino da Fabio Quartararo, quinto. Sesta posizione per Fabio Di Giannantonio e dietro di lui c'è un vuoto di cinque secondi prima di trovare Ai Ogura che chiude davanti a Francesco Bagnaia, in difficoltà dopo essere partito dalla quarta fila, mentre chiude la zona punti Marco Bezzecchi. Di seguito i risultati della gara Sprint:

#### Arrivati al traguardo
| Pos | Nº | Pilota                | Squadra                      | Motocicletta       | Giri | Tempo     | Griglia | Punti |
| --- | -- | --------------------- | ---------------------------- | ------------------ | ---- | --------- | ------- | ----- |
| 1°  | 93 | Marc Márquez          | Ducati Lenovo Team           | Ducati Desmosedici | 11   | 20'38"304 | 1º      | 12    |
| 2°  | 73 | Álex Márquez          | BK8 Gresini Racing           | Ducati Desmosedici | 11   | +1.577    | 2º      | 9     |
| 3°  | 21 | Franco Morbidelli     | Pertamina Enduro VR46 Racing | Ducati Desmosedici | 11   | +3.988    | 4º      | 7     |
| 4°  | 54 | Fermín Aldeguer       | BK8 Gresini Racing           | Ducati Desmosedici | 11   | +4.369    | 8º      | 6     |
| 5°  | 20 | Fabio Quartararo      | Monster Energy Yamaha        | Yamaha YZR-M1      | 11   | +4.593    | 3º      | 5     |
| 6°  | 49 | Fabio Di Giannantonio | Pertamina Enduro VR46 Racing | Ducati Desmosedici | 11   | +5.099    | 5º      | 4     |
| 7°  | 79 | Ai Ogura              | Trackhouse Racing            | Aprilia RS-GP      | 11   | +10.199   | 10º     | 3     |
| 8°  | 63 | Francesco Bagnaia     | Ducati Lenovo Team           | Ducati Desmosedici | 11   | +10.344   | 11º     | 2     |
| 9°  | 72 | Marco Bezzecchi       | Aprilia Racing               | Aprilia RS-GP      | 11   | +11.300   | 13º     | 1     |
| 10° | 12 | Maverick Viñales      | Red Bull KTM Tech3           | KTM RC16           | 11   | +12.544   | 6º      |       |
| 11° | 37 | Pedro Acosta          | Red Bull KTM Factory Racing  | KTM RC16           | 11   | +13.676   | 12º     |       |
| 12° | 42 | Álex Rins             | Monster Energy Yamaha        | Yamaha YZR-M1      | 11   | +14.273   | 9º      |       |
| 13° | 23 | Enea Bastianini       | Red Bull KTM Tech3           | Honda RC213V       | 11   | +14.408   | 20º     |       |
| 14° | 33 | Brad Binder           | Red Bull KTM Factory Racing  | KTM RC16           | 11   | +14.459   | 18º     |       |
| 15° | 10 | Luca Marini           | Honda HRC Castrol            | Honda RC213V       | 11   | +15.587   | 15º     |       |
| 16° | 1  | Jorge Martín          | Aprilia Racing               | Aprilia RS-GP      | 11   | +15.775   | 14º     |       |
| 17° | 25 | Raúl Fernández        | Trackhouse Racing            | Aprilia RS-GP      | 11   | +16.317   | 17º     |       |
| 18° | 7  | Augusto Fernández     | Prima Pramac Racing Yamaha   | Yamaha YZR-M1      | 11   | +17.922   | 19º     |       |
| 19° | 43 | Jack Miller           | Prima Pramac Racing Yamaha   | Yamaha YZR-M1      | 11   | +20.274   | 16º     |       |
| 20° | 35 | Somkiat Chantra       | Idemitsu Honda LCR           | Honda RC213V       | 11   | +31.106   | 21º     |       |

#### Ritirati
| Nº | Pilota       | Squadra           | Motocicletta | Giri | Griglia |
| -- | ------------ | ----------------- | ------------ | ---- | ------- |
| 5  | Johann Zarco | Castrol Honda LCR | Honda RC213V | 8    | 10º     |

#### Non partiti
| Nº | Pilota   | Squadra           | Motocicletta | Griglia |
| -- | -------- | ----------------- | ------------ | ------- |
| 36 | Joan Mir | Honda HRC Castrol | Honda RC213V | 21º     |

### Gara
Alla partenza il miglior scatto è quello di Franco Morbidelli che al termine del primo giro si trova in prima posizione e manterrà la testa fino a metà gara prima di venir sorpassato da un sorprendente Maverick Viñales del team Tech 3 e poi da Marc Márquez. Tra i due spagnoli si accende il duello per la vittoria che vedrà in prima posizione il pilota della Ducati che va a vincere per la novantunesima volta in carriera e conquista il suo centoquattordicesimo podio in MotoGP eguagliando Jorge Lorenzo. Seconda posizione, ma solo al traguardo, per Viñales che nonostante la prestazione oltre le possibilità della sua moto, viene successivamente penalizzato di 16 secondi a causa della pressione delle gomme, scalando in quattordicesima posizione. Terzo al traguardo e seconda posizione finale per Francesco Bagnaia che compie un'ottima rimonta, dopo la qualifica del sabato. Chiude il podio Franco Morbidelli che bissa il risultato del sabato e conquista il secondo podio stagionale. Il pilota romano è seguito da vicino da Johann Zarco che porta la sua Honda RC213V del Castrol Honda LCR in quarta posizione sfiorando lo scalino più basso del podio. Quinta posizione per Fermín Aldeguer che conferma la velocità fatta vedere il giorno prima con il suo miglior risultato nella categoria. Sesto posto il suo compagno di squadra, Álex Márquez. A tre secondi di distanza troviamo Fabio Quartararo settimo seguito da Pedro Acosta che chiude davanti a Marco Bezzecchi. Terza top ten consecutiva per Luca Marini che chiude decimo. Chiusi in due decimi ci sono Enea Bastianini in undicesima posizione davanti ad Álex Rins e Brad Binder, mentre chiude la zona punti Ai Ogura.
Autore di una brutta caduta, Jorge Martín viene poi portato in ospedale e gli esami hanno evidenziato undici fratture alle costole ed un pneumotorace. Di seguito i risultati della gara:

#### Arrivati al traguardo
| Pos | Nº | Pilota                | Squadra                      | Motocicletta       | Giri | Tempo     | Griglia | Punti |
| --- | -- | --------------------- | ---------------------------- | ------------------ | ---- | --------- | ------- | ----- |
| 1°  | 93 | Marc Márquez          | Ducati Lenovo Team           | Ducati Desmosedici | 22   | 41'29"186 | 1º      | 25    |
| 2°  | 63 | Francesco Bagnaia     | Ducati Lenovo Team           | Ducati Desmosedici | 22   | +4.535    | 11º     | 20    |
| 3°  | 21 | Franco Morbidelli     | Pertamina Enduro VR46 Racing | Ducati Desmosedici | 22   | +6.495    | 4º      | 16    |
| 4°  | 5  | Johann Zarco          | Castrol Honda LCR            | Honda RC213V       | 22   | +6.668    | 7º      | 13    |
| 5°  | 54 | Fermín Aldeguer       | BK8 Gresini Racing           | Ducati Desmosedici | 22   | +7.484    | 8º      | 11    |
| 6°  | 73 | Álex Márquez          | BK8 Gresini Racing           | Ducati Desmosedici | 22   | +9.764    | 2º      | 10    |
| 7°  | 20 | Fabio Quartararo      | Monster Energy Yamaha        | Yamaha YZR-M1      | 22   | +12.895   | 18º     | 9     |
| 8°  | 37 | Pedro Acosta          | Red Bull KTM Factory Racing  | KTM RC16           | 22   | +14.219   | 12º     | 8     |
| 9°  | 72 | Marco Bezzecchi       | Aprilia Racing               | Aprilia RS-GP      | 22   | +14.368   | 13º     | 7     |
| 10° | 10 | Luca Marini           | Honda HRC Castrol            | Honda RC213V       | 22   | +15.137   | 15º     | 6     |
| 11° | 23 | Enea Bastianini       | Red Bull KTM Tech3           | KTM RC16           | 22   | +17.459   | 20º     | 5     |
| 12° | 42 | Álex Rins             | Monster Energy Yamaha        | Yamaha YZR-M1      | 22   | +17.563   | 9º      | 4     |
| 13° | 33 | Brad Binder           | Red Bull KTM Factory Racing  | KTM RC16           | 22   | +17.632   | 18º     | 3     |
| 14° | 12 | Maverick Viñales      | Red Bull KTM Tech3           | KTM RC16           | 22   | +17.800   | 6º      | 2     |
| 15° | 79 | Ai Ogura              | Trackhouse Racing            | Aprilia RS-GP      | 22   | +18.758   | 10º     | 1     |
| 16° | 49 | Fabio Di Giannantonio | Pertamina Enduro VR46 Racing | Ducati Desmosedici | 22   | +26.340   | 5º      |       |
| 17° | 25 | Raúl Fernández        | Trackhouse Racing            | Aprilia RS-GP      | 22   | +26.925   | 17º     |       |
| 18° | 35 | Somkiat Chantra       | Idemitsu Honda LCR           | Honda RC213V       | 22   | +38.186   | 22º     |       |

#### Ritirati
| Nº | Pilota            | Squadra                    | Motocicletta  | Giri | Griglia |
| -- | ----------------- | -------------------------- | ------------- | ---- | ------- |
| 1  | Jorge Martín      | Aprilia Racing             | Aprilia RS-GP | 13   | 14º     |
| 7  | Augusto Fernández | Prima Pramac Racing Yamaha | Yamaha YZR-M1 | 13   | 19º     |
| 36 | Joan Mir          | Honda HRC Castrol          | Honda RC213V  | 12   | 21º     |
| 43 | Jack Miller       | Prima Pramac Racing Yamaha | Yamaha YZR-M1 | 9    | 16º     |

## Moto2

### Prove
Nella prima sessione di prove libere del venerdì è Manuel González a far segnare il miglior tempo con 278 millesimi di vantaggio su Arón Canet e 449 su Deniz Öncü. Lo spagnolo si conferma il più veloce anche nella sessione di pre-qualifiche nuovamente davanti al connazionale di soli 22 millesimi, mentre terzo è Daniel Holgado a 63 millesimi di distanza. Nella seconda ed ultima sessione di prove libere, è invece Albert Arenas a far segnare il miglior tempo davanti a González di 2 millesimi ed in terza e quarta posizione troviamo Holgado e Canet con lo stesso tempo a 150 millesimi di distanza.

### Qualifiche
Dalla Q1 passano nell'ordine: Senna Agius, Filip Salač, Diogo Moreira e Celestino Vietti. Nel Q2 la pole position va, per la terza volta stagionale, e quarta assoluta nel Motomondiale, a Manuel González davanti al leader del campionato Jake Dixon che lo segue a 168 millesimi distanza mentre completa la prima fila in terza posizione Arón Canet a 292 millesimi di distanza dal connazionale; Vietti chiude in quattordicesima posizione con Tony Arbolino che parte solamente in ventiduesima posizione; a seguire i risultati dei primi cinque classificati:
| Pos | Nº | Pilota          | Team                          | Tempo    |
| --- | -- | --------------- | ----------------------------- | -------- |
| 1   | 18 | Manuel González | Liqui Moly Dynavolt Intact GP | 1'56.301 |
| 2   | 96 | Jake Dixon      | Elf Marc VDS Racing           | 1'56.469 |
| 6   | 44 | Arón Canet      | Fantic Racing Lino Sonego     | 1'56.593 |
| 4   | 75 | Albert Arenas   | Italjet Gresini Moto2         | 1'56.624 |
| 5   | 27 | Daniel Holgado  | CFMoto Inde Aspar Team        | 1'56.756 |

### Gara
La gara viene vinta da Arón Canet, al primo successo in stagione, che riesce a rimontare fino alla prima posizione dopo una pessima partenza con la sua moto che si è impennata facendolo scivolare in quattordicesima posizione. Canet con questa vittoria si porta anche in testa alla Classifica Piloti. Seconda posizione e primo podio stagionale, il secondo in categoria, per Deniz Öncü seguito da Manuel González che chiude terzo. Ottima quarta posizione per Daniel Holgado che ritocca il suo miglior risultato nella categoria, portandosi in quarta posizione in classifica. Quinta posizione per Diogo Moreira che torna a far segnare punti dopo due appuntamenti a secco, davanti a Barry Baltus che chiude sesto. Settima posizione per Celestino Vietti, unico italiano a punti, davanti di un decimo a Marcos Ramírez. Nona posizione per Albert Arenas seguito da Filip Salač, mentre chiude undicesimo David Alonso al secondo arrivo a punti consecutivo. Dodicesimo Zonta van den Goorbergh, poi Collin Veijer, a chiudere la zona punti Senna Agius e Joe Roberts che conquista il primo punto stagionale. Di seguito i risultati della gara:

#### Arrivati al traguardo
| Pos | Nº | Pilota                  | Squadra                             | Motocicletta | Giri | Tempo     | Griglia | Punti |
| --- | -- | ----------------------- | ----------------------------------- | ------------ | ---- | --------- | ------- | ----- |
| 1°  | 44 | Arón Canet              | Fantic Racing Lino Sonego           | Kalex        | 18   | 35'30"185 | 3º      | 25    |
| 2°  | 53 | Deniz Öncü              | Red Bull KTM Ajo                    | Kalex        | 18   | +1.103    | 7º      | 20    |
| 3°  | 18 | Manuel González         | Liqui Moly Dynavolt Intact GP       | Kalex        | 18   | +1.286    | 1º      | 16    |
| 4°  | 27 | Daniel Holgado          | CFMoto Power Electronics Aspar Team | Kalex        | 18   | +4.021    | 5º      | 13    |
| 5°  | 10 | Diogo Moreira           | Italtrans Racing                    | Kalex        | 18   | +5.892    | 12º     | 11    |
| 6°  | 7  | Barry Baltus            | Fantic Racing Lino Sonego           | Kalex        | 18   | +6.158    | 9º      | 10    |
| 7°  | 13 | Celestino Vietti        | Team HDR Heidrun                    | B-25         | 18   | +9.821    | 14º     | 9     |
| 8°  | 24 | Marcos Ramírez          | OnlyFans American Racing Team       | Kalex        | 18   | +9.991    | 10º     | 8     |
| 9°  | 75 | Albert Arenas           | Italjet Gresini Moto2               | Kalex        | 18   | +10.839   | 4º      | 7     |
| 10° | 12 | Filip Salač             | Elf Marc VDS Racing                 | B-25         | 18   | +10.879   | 8º      | 6     |
| 11° | 80 | David Alonso            | CFMoto Power Electronics Aspar Team | Kalex        | 18   | +11.523   | 11º     | 5     |
| 12° | 84 | Zonta van den Goorbergh | RW-Idrofoglia Racing GP             | Kalex        | 18   | +11.925   | 6º      | 4     |
| 13° | 95 | Collin Veijer           | Red Bull KTM Ajo                    | Kalex        | 18   | +13.048   | 20º     | 3     |
| 14° | 81 | Senna Agius             | Liqui Moly Dynavolt Intact GP       | Kalex        | 18   | +13.963   | 13º     | 2     |
| 15° | 16 | Joe Roberts             | OnlyFans American Racing Team       | Kalex        | 18   | +17.642   | 23º     | 1     |
| 16° | 21 | Alonso López            | Team HDR Heidrun                    | B-25         | 18   | +18.368   | 18º     |       |
| 17° | 99 | Adrián Huertas          | Italtrans Racing                    | Kalex        | 18   | +18.919   | 16º     |       |
| 18° | 4  | Iván Ortolá             | QJ Motor - Frinsa - MSi             | B-25         | 18   | +20.138   | 25º     |       |
| 19° | 3  | Sergio García           | QJ Motor - Frinsa - MSi             | B-25         | 18   | +20.473   | 27º     |       |
| 20° | 14 | Tony Arbolino           | BLU CRU Pramac Yamaha Moto2         | B-25         | 18   | +20.430   | 22º     |       |
| 21° | 11 | Álex Escrig             | Klint Forward Factory Team          | Forward      | 18   | +22.679   | 26º     |       |
| 22° | 28 | Izan Guevara            | BLU CRU Pramac Yamaha Moto2         | B-25         | 18   | +24.549   | 2º      |       |
| 23° | 64 | Mario Aji               | Idemitsu Honda Team Asia            | Kalex        | 18   | +25.409   | 17º     |       |
| 24° | 92 | Yūki Kunii              | Idemitsu Honda Team Asia            | Kalex        | 18   | +29.608   | 28º     |       |
| 25° | 9  | Jorge Navarro           | Klint Forward Factory Team          | Forward      | 18   | +2 giri   | 21º     |       |

#### Ritirati
| Nº | Pilota        | Squadra                 | Motocicletta | Giri | Griglia |
| -- | ------------- | ----------------------- | ------------ | ---- | ------- |
| 96 | Jake Dixon    | Elf Marc VDS Racing     | B-25         | 11   | 2º      |
| 15 | Darryn Binder | Italjet Gresini Moto2   | Kalex        | 4    | 15º     |
| 71 | Ayumu Sasaki  | RW-Idrofoglia Racing GP | Kalex        | 2    | 24º     |

## Moto3

### Prove
David Muñoz chiude la prima sessione di prove libere del venerdì mattina in testa con 15 millesimi di vantaggio su Ryūsei Yamanaka e 106 millesimi su José Antonio Rueda. Rueda è poi il più veloce nella sessione delle pre-qualifiche con 244 millesimi sul nipponico del team MT Helmets - MSi e 314 millesimi davanti ad Ángel Piqueras mentre chiudono in quarta e quinta posizione Dennis Foggia seguito da Riccardo Rossi con il suo compagno di squadra Nicola Carraro in nona posizione davanti a Luca Lunetta; l'ultimo italiano a qualificarsi in Q2 è Guido Pini, dodicesimo. Rueda chiude infine al comando anche nella seconda sessione di prove libere davanti per 272 millesimi ad Adrián Fernández e 313 millesimi su Muñoz.

### Qualifiche
In Q1 si qualificano per la fase successiva: David Almansa, Adrián Fernández, Cormac Buchanan e l'italiano Stefano Nepa. In Q2 è Ryūsei Yamanaka a conquistare la pole position, la prima in carriera nel Motomondiale, che la spunta di 41 millesimi su Joel Kelso mentre José Antonio Rueda chiude la prima fila in terza posizione a 276 millesimi di distanza, ottima quarta posizione per Riccardo Rossi a 300 millesimi dalla prima posizione davanti ad Ángel Piqueras, mentre chiudono in nona e decima posizione Guido Pini e Nicola Carraro con Dennis Foggia che è tredicesimo, Nepa quindicesimo ed il suo compagno di squadra Luca Lunetta è diciassettesimo; a seguire i risultati dei primi cinque classificati:
| Pos | Nº | Pilota             | Team                      | Tempo    |
| --- | -- | ------------------ | ------------------------- | -------- |
| 1   | 6  | Ryūsei Yamanaka    | Frinsa - MT Helmets - MSi | 2'02.638 |
| 2   | 66 | Joel Kelso         | LevelUp - MTA             | 2'02.679 |
| 3   | 99 | José Antonio Rueda | Red Bull KTM Ajo          | 2'02.914 |
| 4   | 54 | Riccardo Rossi     | Rivacold Snipers Team     | 2'02.938 |
| 5   | 36 | Ángel Piqueras     | CFMoto Valresa Aspar Team | 2'03.000 |

### Gara
La gara viene decisa sul traguardo al fotofinish con Ángel Piqueras che vince la gara, la terza della carriera, e si porta in testa alla Classifica Piloti sfruttando il ritiro di José Antonio Rueda, mentre chiude secondo per soli 9 millesimi Taiyō Furusato con il connazionale Ryūsei Yamanaka in terza posizione a soli 42 millesimi dalla vittoria, mentre subito fuori dal podio Joel Kelso che chiude a 97 millesimi dalla prima posizione. Dietro c'è un vuoto di sette secondi prima di trovare un ottimo Riccardo Rossi in una solitaria quinta posizione. Sesta posizione e primi punti stagionali per David Muñoz seguito a ruota dai piloti SIC58 Squadra Corse con Luca Lunetta davanti a Stefano Nepa. Nona posizione per Nicola Carraro davanti a Guido Pini e seguiti da Álvaro Carpe, Scott Ogden, Ruche Moodley e Jacob Roulstone, quattordicesimo. Chiude la zona punti conquistando il suo primo punto iridato Valentín Perrone. Di seguito i risultati della gara:

#### Arrivati al traguardo
| Pos | Nº | Pilota            | Squadra                       | Motocicletta  | Giri | Tempo     | Griglia | Punti |
| --- | -- | ----------------- | ----------------------------- | ------------- | ---- | --------- | ------- | ----- |
| 1°  | 36 | Ángel Piqueras    | Frinsa - MT Helmets - MSi     | KTM RC 250 GP | 16   | 33'17"268 | 5º      | 25    |
| 2°  | 72 | Taiyō Furusato    | Honda Team Asia               | KTM RC 250 GP | 16   | +0.009    | 12º     | 20    |
| 3°  | 6  | Ryūsei Yamanaka   | Frinsa - MT Helmets - MSi     | KTM RC 250 GP | 16   | +0.042    | 1º      | 16    |
| 4°  | 66 | Joel Kelso        | LevelUp - MTA                 | KTM RC 250 GP | 16   | +0.097    | 2º      | 13    |
| 5°  | 54 | Riccardo Rossi    | Rivacold Snipers Team         | Honda NSF250R | 16   | +7.295    | 4º      | 11    |
| 6°  | 64 | David Muñoz       | Liqui Moly Dynavolt Intact GP | KTM RC 250 GP | 16   | +10.309   | 11º     | 10    |
| 7°  | 58 | Luca Lunetta      | SIC58 Squadra Corse           | Honda NSF250R | 16   | +10.474   | 17º     | 9     |
| 8°  | 82 | Stefano Nepa      | SIC58 Squadra Corse           | Honda NSF250R | 16   | +10.561   | 15º     | 8     |
| 9°  | 10 | Nicola Carraro    | Rivacold Snipers Team         | Honda NSF250R | 16   | +12.115   | 10º     | 7     |
| 10° | 94 | Guido Pini        | Liqui Moly Dynavolt Intact GP | KTM RC 250 GP | 16   | +12.121   | 9º      | 6     |
| 11° | 83 | Álvaro Carpe      | Red Bull KTM Ajo              | KTM RC 250 GP | 16   | +12.165   | 6º      | 5     |
| 12° | 19 | Scott Ogden       | CIP Green Power               | KTM RC 250 GP | 16   | +12.251   | 14º     | 4     |
| 13° | 22 | David Almansa     | Leopard Racing                | Honda NSF250R | 16   | +12.444   | 8º      | 3     |
| 14° | 12 | Jacob Roulstone   | Red Bull KTM Tech3            | KTM RC 250 GP | 16   | +12.847   | 22º     | 2     |
| 15° | 73 | Valentín Perrone  | Red Bull KTM Tech3            | KTM RC 250 GP | 16   | +20.102   | 19º     | 1     |
| 16° | 21 | Ruche Moodley     | Denssi Racing - BOE           | KTM RC 250 GP | 16   | +24.334   | 20º     |       |
| 17° | 55 | Noah Dettwiler    | CIP Green Power               | KTM RC 250 GP | 16   | +29.130   | 24º     |       |
| 18° | 8  | Eddie O'Shea      | GRYD - MLav Racing            | KTM RC 250 GP | 16   | +29.158   | 23º     |       |
| 19° | 5  | Tatchakorn Buasri | Honda Team Asia               | KTM RC 250 GP | 16   | +29.352   | 18º     |       |

#### Ritirati
| Nº | Pilota             | Squadra                   | Motocicletta  | Giri | Griglia |
| -- | ------------------ | ------------------------- | ------------- | ---- | ------- |
| 99 | José Antonio Rueda | Red Bull KTM Ajo          | KTM RC 250 GP | 15   | 3º      |
| 78 | Joel Esteban       | CFMoto Gaviota Aspar Team | KTM RC 250 GP | 12   | 21º     |
| 31 | Adrián Fernández   | Leopard Racing            | Honda NSF250R | 9    | 7º      |
| 14 | Cormac Buchanan    | Denssi Racing - BOE       | KTM RC 250 GP | 8    | 16º     |
| 71 | Dennis Foggia      | CFMoto Gaviota Aspar Team | KTM RC 250 GP | 3    | 13º     |